# Pompeii (canção)
"Pompeii" é uma canção da banda britânica de indie pop Bastille. É o quarto single do álbum de estreia da banda, Bad Blood, e foi lançada em 11 de janeiro de 2013. O título e a letra da música fazem referência à cidade romana de mesmo nome que foi destruída e soterrada durante a erupção do Monte Vesúvio no ano 79 d.C..
"Pompeii" se tornou o primeiro grande sucesso da banda, alcançando a segunda posição na Parada de Singles do Reino Unido e tornando-se a décima primeira canção mais vendida do ano. Até junho de 2014, era o single mais transmitido da história do país. A faixa também obteve sucesso internacional, atingindo o top 10 em quinze países, incluindo os Estados Unidos, onde chegou à quinta posição na Billboard Hot 100, tornando-se o single de maior sucesso do Bastille até então — título que foi superado por "Happier", que alcançou o segundo lugar tanto no Reino Unido quanto nos Estados Unidos em outubro de 2018 e fevereiro de 2019, respectivamente.
A canção foi indicada ao prêmio de Single Britânico do Ano no BRIT Awards de 2014. Um mashup da canção com "Waiting All Night", de Rudimental com participação de Ella Eyre, foi apresentado ao vivo por Rudimental, Eyre e Bastille durante a mesma cerimônia, chegando à 21ª posição nas paradas do Reino Unido.
A música também foi apresentada no iHeartRadio Music Awards de 2014, onde foi indicada ao prêmio de Canção de Rock Alternativo do Ano.

## Composição
A canção possui um tempo de 127,5 batidas por minuto e está escrita na tonalidade de Lá maior, com uma progressão de acordes de D–A–F♯m–E. Segundo o vocalista Dan Smith, a música foi escrita como uma conversa entre duas vítimas da erupção do Monte Vesúvio. Em uma entrevista, ele declarou:
| “ | "Eu estava lendo um livro que tinha algumas imagens das pessoas que foram atingidas pela erupção vulcânica. É uma imagem tão sombria e poderosa, e isso me fez pensar em como deve ter sido emocionalmente entediante depois do evento. Estar meio que preso naquela mesma posição por centenas e centenas de anos. Então, a música é meio que uma conversa imaginária entre essas duas pessoas que estão presas uma ao lado da outra em sua trágica pose de morte." | ” |

## Videoclipe
O videoclipe oficial foi filmado em Los Angeles e em Palm Springs, na Califórnia. Foi dirigido por Jesse John Jenkins e produzido por Tova Dann. O vídeo foi lançado no YouTube em 20 de janeiro de 2013, com duração total de três minutos e cinquenta e dois segundos.
O vídeo acompanha o vocalista do Bastille, Dan Smith, enquanto ele vaga por uma Los Angeles aparentemente deserta, até perceber que as poucas pessoas ao redor possuem olhos negros e vazios de aparência sobrenatural. Ele rouba um carro e dirige até o deserto para escapar, mas o veículo quebra, e ele logo percebe que também foi infectado. Ele sobe uma montanha e observa a paisagem, até se virar e revelar que seus próprios olhos também ficaram negros. A história é uma alegoria à erupção do Monte Vesúvio no ano 79 em Pompeia.

## Lista de faixas
| Download digital "Pompeii" – 3:34 "Poet" – 2:44 "Pompeii" (Tyde Remix) – 4:22 "Pompeii" (Monsieur Adi Remix) – 4:23 "Pompeii" (Kat Krazy Remix) – 3:37 "Pompeii" (Audien Remix) – 4:52 Single em vinil de 7" "Pompeii" – 3:34 "Poet" – 2:44 | CD single "Pompeii" – 3:34 "Pompeii" (Kat Krazy Remix) – 3:36 Download digital da apresentação no BRITs "Pompeii/Waiting All Night" (com Rudimental e participação de Ella Eyre) – 5:47 |

## Recepção crítica
"Pompeii" recebeu aclamação da crítica especializada. A música foi frequentemente elogiada por sua produção grandiosa, batidas marcantes e coros vocais cativantes. A revista Billboard descreveu a canção como "um dos hinos alternativos mais instantaneamente reconhecíveis da década de 2010", elogiando sua fusão entre sons eletrônicos e elementos corais tribais.
O The Guardian afirmou que a música "destaca o talento da banda para criar músicas pop acessíveis com um senso de profundidade lírica", considerando a letra uma meditação incomum sobre a morte e o isolamento.
Para a Pitchfork, Amy Phillips incluiu "Pompeii" entre suas músicas favoritas de 2013, elogiando sua composição: "...vocais de apoio que soam ao mesmo tempo sombrios e alegres, o tipo de refrão que parece o sol rompendo uma tempestade".
Por outro lado, a NME ofereceu uma crítica mais mista. Lucy Jones apontou que a canção possuía "partes de teclado trêmulas tiradas diretamente de 'Temptation' do New Order", embora tenha reconhecido que a faixa "não era horrível".

## Listas de fim de ano
"Pompeii" foi incluída em diversas listas de melhores músicas de 2013. O Digital Spy posicionou a canção entre as "50 melhores faixas do ano", descrevendo-a como "hipnotizante e emocionalmente poderosa".
Além disso, Amy Phillips, da Pitchfork, também destacou "Pompeii" em sua retrospectiva pessoal de melhores músicas do ano.

### Desempenho comercial
A canção alcançou a primeira posição nas paradas da Escócia e da Irlanda, além de atingir o segundo lugar na Itália e no Reino Unido. Anteriormente, o single também deteve o recorde — depois superado por "Rather Be", do Clean Bandit — de maior permanência no topo da Official Streaming Chart, com sete semanas consecutivas em primeiro lugar. Foi ainda a segunda faixa mais transmitida do Reino Unido em 2013. "Pompeii" reapareceu na 30ª posição da parada britânica na semana do aniversário de seu lançamento, após apresentação ao vivo (um mash-up com "Waiting All Night", de Rudimental) no BRIT Awards de 2014.
A música permaneceu por um total de 92 semanas consecutivas no top 100 do Reino Unido — um recorde posteriormente igualado por "Happy", de Pharrell Williams. Com mais de 26 milhões de transmissões até junho de 2014, "Pompeii" tornou-se, à época, a canção mais transmitida da história no Reino Unido. Até maio de 2015, o single já havia vendido 895 mil cópias no país. A faixa "Poet", presente como lado B do single, chegou a figurar na parada britânica, alcançando a posição 121.
Nos Estados Unidos, a música alcançou o primeiro lugar na parada Billboard Alternative Songs em outubro de 2013 e passou a subir na Billboard Hot 100. Atingiu a quinta posição da Hot 100 em março de 2014 e, até janeiro daquele ano, já havia vendido um milhão de cópias digitais nos Estados Unidos. Na 29.ª semana na parada, a música atingiu o top 5 e, em março de 2014, já havia ultrapassado a marca de dois milhões de cópias vendidas. Até junho de 2014, "Pompeii" havia vendido mais de três milhões de cópias digitais e passado 53 semanas na Hot 100. Em dezembro de 2014, o total de vendas nos Estados Unidos alcançava 3,4 milhões de cópias.
Em setembro de 2023, em comemoração aos 35 anos da parada Alternative Songs (renomeada para Alternative Airplay), a Billboard divulgou uma lista das 100 músicas mais bem-sucedidas da história da parada. "Pompeii" ficou na 48.ª posição.

### Indicação ao Grammy Awards
Um remix da faixa feito por Audien foi indicado ao prêmio de Melhor Gravação Remixada, Não-Clássica na 57.ª edição anual do Grammy Awards. A versão, no entanto, perdeu para o remix de Tiësto da canção "All of Me", de John Legend.

### Créditos e equipe técnica
Créditos adaptados do encarte de Bad Blood.
- Vocal de apoio – Ralph Pelleymounter, Jon Willoughby, Ian Dudfield, Josh Platman, Alex Martinez
- Baixo – William Farquarson
- Bateria – Chris "Woody" Wood
- Masterização – Bob Ludwig
- Mixagem – Mark 'Spike' Stent, Matty Green (adicional)
- Gravação – Mark Crew
- Produção, programação, teclados – Mark Crew, Kyle Simmons
- Composição, vocais, piano – Dan Smith
- Gravadora – Virgin Records

## Versões cover
A cantora belga Heleen Uytterhoeven gravou uma versão cover de "Pompeii" em latim, língua falada na antiga cidade de Pompeia, que dá nome à canção. A revista Bustle destacou que o vídeo publicado no YouTube gerou discussões entre os comentaristas, que debatiam — em latim — a precisão da tradução feita pela intérprete.
Em 2023, em comemoração ao décimo aniversário do lançamento da música, o Bastille colaborou com o compositor alemão Hans Zimmer na criação de Pompeii MMXXIII, uma reinterpretação orquestral da versão original.

### Paradas semanais
| Parada (2013–2014)                                           | Melhor posição |
| ------------------------------------------------------------ | -------------- |
| Austrália (ARIA)                                             | 4              |
| Áustria (Ö3 Austria Top 75)                                  | 3              |
| Bélgica (Ultratop 50 de Flandres)                            | 3              |
| Bélgica (Ultratop 50 da Valônia)                             | 35             |
| Brazil (Billboard Brasil Hot 100)                            | 34             |
| Brazil Hot Pop Songs                                         | 13             |
| Canadá (Canadian Hot 100)                                    | 6              |
| Canadá (Billboard AC)                                        | 2              |
| Canadá (Billboard CHR/Top 40)                                | 5              |
| Canadá (Billboard Hot AC)                                    | 2              |
| Canadá (Billboard Rock)                                      | 15             |
| República Checa (Rádio Top 100)                              | 6              |
| República Checa (Singles Digitál Top 100)                    | 30             |
| Dinamarca (Hitlisten)                                        | 21             |
| Europa (Billboard Euro Digital Song Sales)                   | 5              |
| França (SNEP)                                                | 96             |
| Alemanha (Offizielle Deutsche Charts)                        | 6              |
| Hungary (Editors' Choice Top 40)                             | 34             |
| Irlanda (IRMA)                                               | 1              |
| Irlanda (IRMA) "Pompeii/Waiting All Night"                   | 42             |
| Israel (Media Forest)                                        | 4              |
| Itália (FIMI)                                                | 2              |
| Italy Airplay (EarOne)                                       | 1              |
| Japão (Japan Hot 100)                                        | 41             |
| Luxemburgo (Billboard Luxembourg Digital Song Sales)         | 6              |
| Mexico (Billboard Mexican Airplay)                           | 12             |
| Mexico (Billboard Ingles Airplay)                            | 2              |
| Mexico Anglo (Monitor Latino)                                | 4              |
| Países Baixos (Dutch Top 40)                                 | 14             |
| Países Baixos (Single Top 100)                               | 18             |
| Nova Zelândia (Recorded Music NZ)                            | 8              |
| Noruega (VG-lista)                                           | 13             |
| Polónia (Polish Airplay Top 100)                             | 4              |
| Romania (Airplay 100)                                        | 59             |
| Escócia (Scottish Singles Chart)                             | 1              |
| Escócia (Scottish Singles Chart) "Pompeii/Waiting All Night" | 24             |
| Eslováquia (Rádio Top 100)                                   | 13             |
| Eslováquia (Singles Digitál Top 100)                         | 80             |
| Slovenia (SloTop50)                                          | 36             |
| South Africa (EMA)                                           | 8              |
| Espanha (PROMUSICAE)                                         | 94             |
| Suécia (Sverigetopplistan)                                   | 6              |
| Suíça (Schweizer Hitparade)                                  | 5              |
| Reino Unido (UK Singles Chart)                               | 2              |
| Reino Unido (UK Singles Chart) "Pompeii/Waiting All Night"   | 21             |
| Estados Unidos (Billboard Hot 100)                           | 5              |
| Estados Unidos (Billboard Adult Contemporary)                | 11             |
| Estados Unidos (Billboard Adult Top 40)                      | 2              |
| Estados Unidos (Billboard Dance Club Songs)                  | 1              |
| Estados Unidos (Billboard Dance/Mix Show Airplay)            | 3              |
| Estados Unidos (Billboard Hot Rock & Alternative Songs)      | 1              |
| Estados Unidos (Billboard Mainstream Top 40)                 | 3              |
| Estados Unidos (Billboard Rock Airplay)                      | 1              |

| Parada (2013)                        | Posição |
| ------------------------------------ | ------- |
| Australia (ARIA)                     | 15      |
| Austria (Ö3 Austria Top 40)          | 37      |
| Belgium (Ultratop Flanders)          | 10      |
| Germany (Media Control AG)           | 29      |
| Ireland (IRMA)                       | 6       |
| Italy Airplay (EarOne)               | 6       |
| Netherlands (Dutch Top 40)           | 70      |
| Netherlands (Single Top 100)         | 54      |
| New Zealand (Recorded Music NZ)      | 25      |
| Sweden (Sverigetopplistan)           | 19      |
| Switzerland (Schweizer Hitparade)    | 44      |
| UK Singles (Official Charts Company) | 11      |
| US Hot Rock Songs (Billboard)        | 25      |
| US Rock Airplay (Billboard)          | 16      |

| Chart (2014)                          | Position |
| Brazil (Crowley)                      | 50       |
| Canada (Canadian Hot 100)             | 14       |
| Italy (FIMI)                          | 78       |
| Netherlands (Single Top 100)          | 75       |
| Sweden (Sverigetopplistan)            | 73       |
| UK Singles (Official Charts Company)  | 79       |
| US Billboard Hot 100                  | 12       |
| US Adult Contemporary (Billboard)     | 25       |
| US Adult Top 40 (Billboard)           | 2        |
| US Dance Club Songs (Billboard)       | 30       |
| US Dance/Mix Show Airplay (Billboard) | 14       |
| US Mainstream Top 40 (Billboard)      | 11       |
| US Hot Rock Songs (Billboard)         | 1        |
| US Rock Airplay (Billboard)           | 6        |

| Parada (2016)           | Posição |
| ----------------------- | ------- |
| Brazil (Brasil Hot 100) | 50      |

| Parada (2010–2019)                   | Posição |
| ------------------------------------ | ------- |
| UK Singles (Official Charts Company) | 21      |
| US Hot Rock Songs (Billboard)        | 11      |